# 鲁米诺银行
鲁米诺银行（英語：是一家总部位于爱沙尼亚塔林的银行，在拉脱维亚和立陶宛设有分支机构。它是波罗的海和爱沙尼亚的第三大银行。 鲁米诺银行的存款市场份额为16％，贷款市场份额为22％。
鲁米诺银行于2017年8月在Nordea和DNB的波罗的海业务基础上成立.Luminor接管了930,000的DNB前客户和35万的Nordea前客户。合并于2019年1月1日完成。
最初，Nordea拥有鲁米诺银行的56.5％的股份，而DNB拥有鲁米诺银行的43.5％的股份。 2018年9月，宣布将鲁米诺银行60％的股份出售给黑石集团牵头的财团。该交易已于2019年1月获得欧盟委员会的批准。该交易于2019年9月完成。交易完成后，Nordea和DNB分别拥有20％的股份。黑石和诺迪亚已经同意黑石还将收购诺迪亚在鲁米诺银行的剩余20％股份。黑石集团计划将其股东保留四到七年，之后很可能会通过在几家证券交易所上市将鲁米诺银行退出。
鲁米诺银行的首席执行官是Erkki Raasuke，监事会主席是Nils Melngailis。 Kerli Gabrilovica是拉脱维亚分支机构的负责人，AndriusNačajus是立陶宛分支机构的负责人。截至2018年，Luminor拥有3,000名员工。该银行于2019年2月宣布，由于合并，它将在爱沙尼亚裁员130名，在拉脱维亚裁员250名，在立陶宛裁员420名。 鲁米诺银行拥有超过150亿欧元的资产。